# Campigny, Calvados
Campigny är en kommun i departementet Calvados i regionen Normandie i norra Frankrike. Kommunen ligger i kantonen Balleroy som ligger i arrondissementet Bayeux. År 2022 hade Campigny 185 invånare.

## Befolkningsutveckling
Antalet invånare i kommunen Campigny
Referens: INSEE